# Soljani

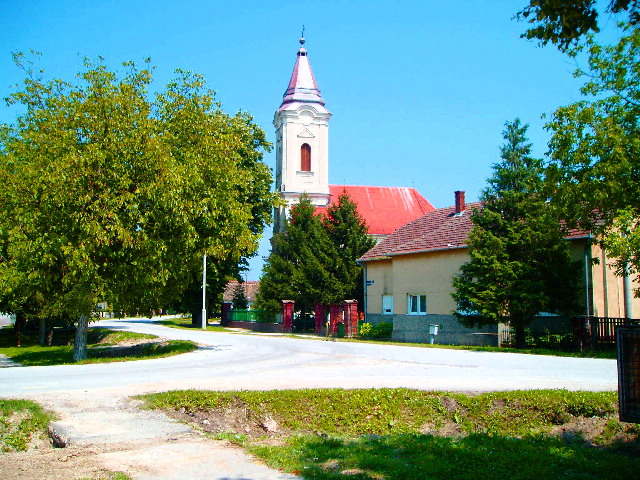
Soljani

Soljani é uma vila em Croácia. Encontra-se a 18 km da fronteira com a Bósnia e Herzegovina, 10 km da fronteira com a Sérvia.

## Dados
- População: 1,241 (dados de 2011) habitantes.
- Localização: 44°95′N, 18°95′E